# Sportverein Eintracht Trier 05 1996-1997
Questa voce raccoglie le informazioni riguardanti lo Sportverein Eintracht Trier 05 nelle competizioni ufficiali della stagione 1996-1997.

## Stagione
Nella stagione 1996-1997 l'Eintracht Trier, allenato da Valentin Herr, Horst Brand e Karl-Heinz Emig, concluse il campionato di Regionalliga ovest-sudovest al 9º posto.

## Rosa
| N. |                     | Ruolo | Calciatore          |
| -- | ------------------- | ----- | ------------------- |
| 1  | Germania (bandiera) | P     | Daniel Ischdonat    |
| 4  | Germania (bandiera) | D     | Sven Teichmann      |
| 5  | Serbia (bandiera)   | D     | Vito Milošević      |
| 11 | Serbia (bandiera)   | A     | Ermin Melunovic     |
| 15 | Germania (bandiera) | D     | Ingo Berens         |
|    | Germania (bandiera) | P     | Stephan Straub      |
|    | Germania (bandiera) | D     | Christian Albrecht  |
|    | Germania (bandiera) | D     | Frank Buschmann     |
|    | Germania (bandiera) | D     | Uwe Hoffmann        |
|    | Croazia (bandiera)  | D     | Ilija Pranjić       |
|    | Germania (bandiera) | D     | Erik Schröder       |
|    | Romania (bandiera)  | D     | Antal Weiszenbacher |

| N. |                     | Ruolo | Calciatore       |
| -- | ------------------- | ----- | ---------------- |
|    | Marocco (bandiera)  | C     | Abdelaziz Bennij |
|    | Germania (bandiera) | C     | Ralf Falkenmayer |
|    | Germania (bandiera) | C     | Patrick Ortlieb  |
|    | Germania (bandiera) | C     | Peter Seufert    |
|    | Germania (bandiera) | C     | Niki Wagner      |
|    | Germania (bandiera) | C     | Patrick Zöllner  |
|    | Polonia (bandiera)  | A     | Marek Czakon     |
|    | Germania (bandiera) | A     | Adolphe Diop     |
|    | Ungheria (bandiera) | A     | Dénes Eszenyi    |
|    | Germania (bandiera) | A     | Yves Gaugler     |
|    | Italia (bandiera)   | A     | Nicola Lalla     |
|    | Germania (bandiera) | A     | Stefan Wagner    |

## Organigramma societario
Area tecnica
- Allenatore: Karl-Heinz Emig
- Allenatore in seconda:
- Preparatore dei portieri:
- Preparatori atletici:
- Analisi video:

## Calciomercato

### Sessione estiva
| Acquisti | Acquisti         | Acquisti              | Acquisti |
| R.       | Nome             | da                    | Modalità |
| -------- | ---------------- | --------------------- | -------- |
| C        | Karsten Böttcher | Meppen                |          |
| A        | Dénes Eszenyi    | Hapoel Holon          |          |
| C        | Ralf Falkenmayer | Eintracht Francoforte |          |
| A        | Yves Gaugler     | Bochum                |          |
| P        | Daniel Ischdonat | Bayer Leverkusen II   |          |
| C        | Patrick Ortlieb  | Hauenstein            |          |
| P        | Stephan Straub   | Saarbrücken           |          |
| D        | Sven Teichmann   | TuS Celle             |          |

| Cessioni | Cessioni           | Cessioni             | Cessioni |
| R.       | Nome               | a                    | Modalità |
| -------- | ------------------ | -------------------- | -------- |
| A        | Reiner Edelmann    | Coblenza             |          |
| C        | Steffen Herzberger | Magonza              |          |
| P        | Karl-Heinz Kieren  | Alemannia Aquisgrana |          |
| A        | Robby Langers      | Union Luxembourg     |          |
| A        | Gustav Policella   | Magonza              |          |
| P        | Sascha Rentel      | Avenir Beggen        |          |
| C        | Jürgen Scherdel    | VfR Mannheim         |          |
| A        | Egbert Zimmermann  | Avenir Beggen        |          |

### Sessione invernale
| Acquisti | Acquisti     | Acquisti         | Acquisti |
| R.       | Nome         | da               | Modalità |
| -------- | ------------ | ---------------- | -------- |
| A        | Marek Czakon | Waldhof Mannheim |          |

| Cessioni | Cessioni         | Cessioni  | Cessioni |
| R.       | Nome             | a         | Modalità |
| -------- | ---------------- | --------- | -------- |
| C        | Karsten Böttcher | Wiener SC |          |

## Risultati

### Regionalliga ovest-sudovest

#### Girone di andata
| Arbitro: | Engler |

|            |           |                     |
| Ortlieb 8’ | Marcatori | 90’ (aut.) Böttcher |

| Arbitro: | Jonsson |

|              |           |              |
| Feinbier 51’ | Marcatori | 14’ Albrecht |

| Arbitro: | Blüthgen |

|  |           |              |
|  | Marcatori | 45’ Heilmann |

| Arbitro: | Schneider |

|                                    |           |  |
| Antwerpen 42’ Serr 48’, 79’ (rig.) | Marcatori |  |

| Arbitro: | Margenberg |

|  |           |                                              |
|  | Marcatori | 16’ Borgmeier 23’ Zimmermann 27’, 29’ Deffke |

| Arbitro: | Plettenberg |

|                            |           |             |
| Schmidt 17’ Neuschäfer 62’ | Marcatori | 77’ Gaugler |

| Arbitro: | Dardenne |

|  |           |             |
|  | Marcatori | 83’ Vollmar |

| Arbitro: | Kortholt |

|                                |           |  |
| Ciucă 9’ Weber 56’ Nikolic 65’ | Marcatori |  |

| Arbitro: | Zumkier |

|                              |           |  |
| Weiszenbacher 25’ Bennij 75’ | Marcatori |  |

| Arbitro: | Wick |

|                     |           |               |
| Lässig 2’ Flick 34’ | Marcatori | 49’ Melunovic |

| Arbitro: | Prengel |

|               |           |              |
| Melunovic 29’ | Marcatori | 12’ Renkhoff |

| Arbitro: | Liedtke |

|           |           |  |
| Wruck 26’ | Marcatori |  |

| Arbitro: | Funken |

|               |           |  |
| Melunovic 27’ | Marcatori |  |

| Saarbrücken 26 ottobre 1996, ore 15:00 CEST 14ª giornata | Saarbrücken | 0 – 0 referto | Eintracht Treviri | Ludwigsparkstadion (3 000 spett.)\| Arbitro: \| Willems \| |
| Arbitro:                                                 | Willems     |               |                   |                                                            |

| Arbitro: | Hülsenbeck |

|              |           |               |
| Taubmann 36’ | Marcatori | 62’ Melunovic |

| Arbitro: | Merk |

|  |           |                              |
|  | Marcatori | 16’ Paul 26’ (rig.) Ramadani |

| Arbitro: | Oprei |

|          |           |               |
| Ronca 3’ | Marcatori | 65’ Teichmann |

#### Girone di ritorno
| Wuppertal 14 dicembre 1996, ore 14:30 CET 18ª giornata | Wuppertal | 0 – 0 referto | Eintracht Treviri | Stadion am Zoo (2 200 spett.)\| Arbitro: \| Scheppe \| |
| Arbitro:                                               | Scheppe   |               |                   |                                                        |

| Arbitro: | Blüthgen |

|                         |           |  |
| Czakon 4’ Melunovic 60’ | Marcatori |  |

| Arbitro: | Schneider |

|               |           |  |
| Huschbeck 44’ | Marcatori |  |

| Arbitro: | Kuhl |

|            |           |                                         |
| Czakon 90’ | Marcatori | 21’ (rig.) Serr 62’ Antwerpen 86’ Geise |

| Arbitro: | Weber |

|                       |           |                                 |
| Deffke 6’ Schmitz 41’ | Marcatori | 27’ Melunovic 54’ Weiszenbacher |

| Arbitro: | Thiemer |

|                   |           |  |
| Weiszenbacher 62’ | Marcatori |  |

| Arbitro: | Jansen |

|              |           |                                     |
| Mrugalla 89’ | Marcatori | 26’ Bennij 55’ Czakon 73’ Melunovic |

| Arbitro: | Schütz |

|               |           |                   |
| Melunovic 13’ | Marcatori | 14’ (rig.) Granic |

| Arbitro: | Wicht |

|                        |           |            |
| Feinbier 71’ Majek 90’ | Marcatori | 59’ Czakon |

| Arbitro: | Plettenberg |

|                          |           |  |
| Melunovic 62’ Czakon 87’ | Marcatori |  |

| Arbitro: | Hotop |

|            |           |                         |
| Matena 59’ | Marcatori | 24’, 79’, 80’ Melunovic |

| Arbitro: | Jonsson |

|             |           |                                                    |
| Gaugler 51’ | Marcatori | 40’ Diouf 52’ Mushinka 65’ Farh 73’ (rig.) Drljača |

| Arbitro: | Schräer |

|            |           |                        |
| Müller 14’ | Marcatori | 20’, 69’ (rig.) Czakon |

| Arbitro: | Henes |

|                                         |           |                             |
| Bennij 43’ Czakon 51’ (rig.) Wagner 67’ | Marcatori | 30’, 48’, 84’ (rig.) Zibert |

| Arbitro: | Werthmann |

|                          |           |                |
| Teichmann 34’ Czakon 49’ | Marcatori | 42’ Gianonatti |

| Arbitro: | Merk |

|              |           |                                     |
| Ramadani 69’ | Marcatori | 18’ Teichmann 58’ Bennij 82’ Czakon |

| Arbitro: | Ortola-Knopp |

|                                                 |           |  |
| Czakon 43’ Gaugler 58’ Bennij 64’ Melunovic 70’ | Marcatori |  |

## Statistiche

### Statistiche di squadra
| Competizione | Punti | In casa | In casa | In casa | In casa | In casa | In casa | In trasferta | In trasferta | In trasferta | In trasferta | In trasferta | In trasferta | Totale | Totale | Totale | Totale | Totale | Totale | DR |
| Competizione | Punti | G       | V       | N       | P       | Gf      | Gs      | G            | V            | N            | P            | Gf           | Gs           | G      | V      | N      | P      | Gf     | Gs     | DR |
| ------------ | ----- | ------- | ------- | ------- | ------- | ------- | ------- | ------------ | ------------ | ------------ | ------------ | ------------ | ------------ | ------ | ------ | ------ | ------ | ------ | ------ | -- |
| Regionalliga | 43    | 17      | 7       | 4       | 6       | 22      | 22      | 17           | 4            | 6            | 7            | 19           | 23           | 34     | 11     | 10     | 13     | 41     | 45     | -4 |
| Totale       | 43    | 17      | 7       | 4       | 6       | 22      | 22      | 17           | 4            | 6            | 7            | 19           | 23           | 34     | 11     | 10     | 13     | 41     | 45     | -4 |

### Andamento in campionato
| Giornata  | 1 | 2 | 3  | 4  | 5  | 6  | 7  | 8  | 9  | 10 | 11 | 12 | 13 | 14 | 15 | 16 | 17 | 18 | 19 | 20 | 21 | 22 | 23 | 24 | 25 | 26 | 27 | 28 | 29 | 30 | 31 | 32 | 33 | 34 |
| --------- | - | - | -- | -- | -- | -- | -- | -- | -- | -- | -- | -- | -- | -- | -- | -- | -- | -- | -- | -- | -- | -- | -- | -- | -- | -- | -- | -- | -- | -- | -- | -- | -- | -- |
| Luogo     | C | T | C  | T  | C  | T  | C  | T  | C  | T  | C  | T  | C  | T  | T  | C  | T  | T  | C  | T  | C  | T  | C  | T  | C  | T  | C  | T  | C  | T  | C  | C  | T  | C  |
| Risultato | N | N | P  | P  | P  | P  | P  | P  | V  | P  | N  | P  | V  | N  | N  | P  | N  | N  | V  | P  | P  | N  | V  | V  | N  | P  | V  | V  | P  | V  | N  | V  | V  | V  |
| Posizione | 6 | 8 | 13 | 16 | 18 | 18 | 18 | 18 | 16 | 16 | 16 | 17 | 17 | 16 | 17 | 17 | 16 | 16 | 16 | 16 | 16 | 16 | 16 | 15 | 15 | 16 | 12 | 12 | 13 | 12 | 12 | 11 | 11 | 9  |

Legenda:

Luogo: C = Casa; T = Trasferta. Risultato: V = Vittoria; N = Pareggio; P = Sconfitta.

### Statistiche dei giocatori
| C. Albrecht      | 17 | 1  | 0 | 0 |
| A. Bennij        | 28 | 5  | 1 | 0 |
| I. Berens        | 10 | 0  | 0 | 0 |
| F. Buschmann     | 30 | 0  | 3 | 1 |
| K. Böttcher      | 5  | 0  | 0 | 0 |
| M. Czakon        | 17 | 11 | 0 | 0 |
| A. Diop          | 9  | 0  | 0 | 1 |
| K. Emig          | 12 | 0  | 0 | 0 |
| D. Eszenyi       | 4  | 0  | 0 | 0 |
| R. Falkenmayer   | 12 | 0  | 0 | 0 |
| Y. Gaugler       | 23 | 3  | 1 | 0 |
| U. Hoffmann      | 6  | 0  | 0 | 0 |
| D. Ischdonat     | 23 | 0  | 1 | 0 |
| N. Lalla         | 2  | 0  | 0 | 0 |
| E. Melunovic     | 33 | 13 | 3 | 1 |
| V. Milošević     | 31 | 0  | 7 | 1 |
| P. Ortlieb       | 25 | 1  | 3 | 1 |
| I. Pranjić       | 11 | 0  | 0 | 0 |
| E. Schröder      | 22 | 0  | 4 | 0 |
| P. Seufert       | 23 | 0  | 1 | 0 |
| S. Straub        | 11 | 0  | 0 | 0 |
| S. Teichmann     | 34 | 3  | 0 | 0 |
| N. Wagner        | 17 | 1  | 1 | 1 |
| S. Wagner        | 10 | 0  | 0 | 0 |
| A. Weiszenbacher | 32 | 3  | 5 | 2 |
| P. Zöllner       | 11 | 0  | 1 | 1 |